# Cecilia Pilar Gracia
Cecilia Pilar Gracia (Higuera de Llerena, Badajoz, 1956) es la actual presidenta de la ONG española Manos Unidas (desde mayo de 2022).

## Biografía
Cecilia Pilar Gracia nació en la localidad pacense de Higuera de Llerena. Tras licenciarse en Geografía e Historia en la Universidad Complutense de Madrid (1979), impartió clases de historia en varios institutos de Madrid, posteriormente dirigió una agencia de Comunicación.
A través de dos amigas, llegó a Manos Unidas, donde trabajó durante cinco años en diversos programas en América Latina. También ha sido coordinadora del Festival de Clipmetrajes, donde potenció el mismo. Posteriormente, fue responsable del Área de Comunicación y Presencia Pública de Manos Unidas (2017-2022), cargo que abandonó al asumir la presidencia de la entidad.
El 21 de mayo de 2022 fue elegida presidenta de Manos Unidas. Las prioridades que se ha marcado durante los próximos tres años (2022-2025) están centradas en: adaptación de la ONG al siglo XXI; acercamiento a los jóvenes, y dotar de dignidad a las personas con las que trabaja. La Conferencia Episcopal Española la ratificó en su cargo el 22 de junio de 2022.
Cecilia está casada y tiene dos hijos.